# 브루스 올마이티
《브루스 올마이티》(영어: Bruce Almighty)는 2003년 개봉한 미국의 판타지 코미디 영화이다. 톰 셰이디액이 감독을 맡았으며, 짐 캐리, 모건 프리먼, 제니퍼 애니스턴 등이 출연하였다. 2003년 5월에 개봉하여 미국 박스 오피스 1위에 올랐으며, 6월에는 영국 박스 오피스 1위에 올랐다.
에번 백스터 역을 맡은 스티브 커렐이 주연으로 출연한 스핀오프 속편 《에반 올마이티》가 2007년에 개봉하였다.

## 줄거리
뉴욕주 버펄로에 사는 브루스 놀런은 재치있는 입담으로 익살스러운 보도를 하기로 소문난 유명 리포터이다. 하지만 이런 시선과는 달리 브루스는 국민 앵커 월터 크롱카이트를 동경할 정도로 리포터 일보다는 앵커 일을 더 좋아한다.
어느 날 나이아가라 폭포에 있는 관광 명소를 취재할 기회를 얻은 브루스. 그런데 생방송이 시작되기 직전 공석인줄로만 알고 있던 앵커 자리가 라이벌 에번 백스터에게 넘어갔다는 사실을 알게 돼 기분이 완전히 상한 그는 카메라 앞에서 정신 나간 소리만 지껄이는 대형 사고를 치고 만다. 당연히 방송을 망친 그는 그날로 방송국에서 쫓겨나고 만다.
이후 길 가던 건달들에게 물매를 맞고, 자동차가 엉망이 되고, 여자친구 그레이스와도 헤어지는 재수 없는 일만 겪은 브루스는 이 모든 게 신의 탓이라고 여기며 하늘에 대고 삿대질을 하기 시작한다. 바로 그 순간 들고 있던 삐삐에서 '555 0123'이라는 번호로 전화가 걸려온다.
처음에는 화도 난 터라 무시했지만 다음 날에도 전화가 계속 걸려오자 엉겁결에 받고 이후 전화 속 목소리가 안내해주는대로 한 건물을 찾아간다. 금방이라도 무너질것처럼 다 낡아빠진 건물의 이름은 전지전능 주식회사. 안에 있는 건 바닥 청소를 하고 있으며 자칭 신이라고 주장하는 한 흑인 남자가 전부이다.
이 남자는 자신은 휴가를 가야한다며 브루스에게 버펄로에서만 통하는 모든 권능을 주고 사라진다. 이후 전지전능한 능력자로 거듭난 브루스는 능력을 이용해 스트레스를 풀기 시작하며 즐거움을 만끽하지만 곧 엄청난 문제에 직면한다. 바로 신은 모든 사람의 소원을 들어줘야 한다는 것.
하지만 사람들의 소원에 일일이 응하기가 귀찮은 브루스는 모든 소원이 이루어지도록 설계하는 대형 사고를 치고 만다. 그 결과 지구 반대편인 일본에 초대형 재난이 닥치고 복권 당첨자가 너무 많아 1인당 17달러(약 1만 8000원 정도)만 지급되는 초유의 사태가 벌어지고 만다. 자신의 행동 하나로 인해 평화로운 도시가 아수라장으로 변한 걸 본 브루스는 사태를 진정시키기 위해 특단의 조치를 취한다.

## 출연
| 배우            | 역할            |
| --------------- | --------------- |
| 짐 캐리         | 브루스 놀런     |
| 모건 프리먼     | 신              |
| 제니퍼 애니스턴 | 그레이스 코널리 |
| 캐서린 벨       | 수전 오테이가   |
| 스티븐 커렐     | 에번 백스터     |
| 리사 앤 월터    | 데비 코널리     |
| 필립 베이커 홀  | 잭 베일러       |
| 노라 던         | 앨리 로먼       |
| 에디 제미슨     | 보비            |
| 샐리 커클런드   | 어니타 맨       |
| 루 펠더         | 피트 파인먼     |
| 폴 새터필드     | 댈러스 콜먼     |
| 토니 베넷       | 본인            |
| 노엘 구글리에미 | 불량배          |
| 애니 워싱       | 파티 여성       |

## 기타 제작진
- 음악 감독: 제프 카슨

## 우리말 녹음
MBC 성우진
- 김환진 - 브루스(짐 캐리)
- 최수진 - 그레이스(제니퍼 애니스턴)
- 김기현 - 신(모건 프리먼)
- 김태훈 - 잭(필립 베이커 홀) / 앵커(루 펠더)
- 김지영 - 수전(캐서린 벨)
- 최한 - 에번(스티븐 커렐) / 불량배(노엘 구글리에미)
- 이미자 - 할머니(릴리언 애덤스) / 댄스필드(셀마 스턴)
- 김용준 - 채널 5 기자(로버트 커티스 브라운)
- 이자옥 - 음식점 종업원(샐리 커클런드)
- 김두희 - 방송국 직원(에디 제미슨) / 학생(닉 허프)
- 양준건 - 제과점 직원(크리스토퍼 다가) / 불량배(에밀리오 리베라)
- 류승곤 - 불량배(마크 어데어리오스)
- 유상우 - 방송사 직원(노라 던)
- 이민하 - 방송사 앵커(사이다 파간)
- 한경화 - 데비(리사 앤 월터)